# Selección de rugby league de Gran Bretaña
La Selección de rugby league de Gran Bretaña representa a Gran Bretaña en competiciones de selecciones nacionales de rugby league. 
Representó hasta 1995, a la unión entre las selecciones de Inglaterra, Escocia y Gales, desde ahí cada una de las selecciones participa individualmente en la Copa del Mundo de Rugby League.
Se conformó por primera vez en 1908, jugando frente a los Kiwis de Nueva Zelanda, su apodo es "Leones",
Gran Bretaña disputó nueve ediciones de la Copa del Mundo de Rugby League hasta su última participación en 1992, logrando 3 campeonatos y 4 subcampeonatos.
Hasta el momento su última serie de partidos, fue frente a Nueva Zelanda en 2019, perdiendo la serie en los 2 partidos disputados.

## Palmarés
Copa del Mundo de Rugby League
- Campeón (3): 1954, 1960, 1972
- Subcampeón (4): 1957, 1970, 1977, 1989/92

Cuatro Naciones de Rugby League
- Subcampeón (1): 2004

Baskerville Shield
- Campeón (2): 2002, 2007

## Participación en copas
| - 1954 : Campeón - 1957 : 2° puesto - 1960 : Campeón - 1968 : 3° puesto - 1970 : 2° puesto - 1972 : Campeón - 1975 : no participó - 1977 : 2° puesto - 1985/88 : 3° puesto - 1989/92 : 2° puesto - 1995 - actualidad : sin participación | - 1999 : 3° puesto - 2004 : 2° puesto - 2005 : 3° puesto - 2006 : 3° puesto |